# آبسال
آبسال (بالإنجليزية: Aabsal)‏ هي واحدة من كبرى الشركات المصنعة للأجهزة المنزلية في إيران. تأسست آبسال في عام 1957 وهي مدرجة في بورصة طهران للأوراق المالية. تقوم الشركة بتصنيع مبردات الهواء، سخانات الغاز، مواقد الغاز والغسالات إضافة إلى منتجات أخرى.

## العمليات
تعمل شركة آبسال في تصنيع وبيع ماكينات الغسل الآلي الأوتوماتيكية، وغسالات الصحون، ومبردات الهواء، وسخانات الغاز في إيران. تخدم الشركة العملاء من خلال شبكة من مندوبي المبيعات. وكانت شركة آبسال تُعرف سابقاً باسم شركة «PLC العالمية». وغيرت اسمها في عام 1983.
منذ تم إنشاء شركة آبسال في طهران، لديها حالياً 348 موقعاً في جميع أنحاء إيران.

## وصلات خارجية
- الموقع الرسمي